# Rafael Laguardia
Rafael Laguardia, (1906-1980) matemático uruguayo, fundador en 1942 del 
Instituto de Matemática y Estadística que hoy lleva su nombre, en la Facultad de Ingeniería de la Universidad de la República en Montevideo, Uruguay.

## Primeros años
Rafael Laguardia se formó inicialmente en Montevideo, en donde organizó diversas formas de estudio y formación entre jóvenes, completando su formación en Francia, donde tomó clases con destacados matemáticos.

## Retorno de Francia
A su retorno inició un largo y sistemático proceso de construcción de  un espacio de investigación matemática, en la Facultad de Ingeniería, de la Universidad de la República constituyéndose en un polo de atracción para los jóvenes con vocación matemática, introduciéndolos en estándares de auto-exigencia, que dieron como resultado el inicio de una importante producción científica en matemática en el país. En el curso de este proceso se funda el hoy llamado Instituto de Matemática y Estadística Rafael Laguardia (IMERL).

## Discípulos
Entre los matemáticos atraídos por Laguardia se distingue José Luis Massera, considerado cofundador del IMERL, que hizo importantes contribuciones a la teoría de las ecuaciones diferenciales, más precisamente en el terreno de la estabilidad, y en las ecuaciones diferenciales lineales en Espacios de Banach, así como Juan Jorge Schäffer, Günter Lumer, Cesáreo Villegas y Alfredo Jones.

## Vida privada
Su esposa fue Áurea Romero.